# Гуйе, Бабакар
Бабакар Мбай Гуйе (англ. Babacar M’Baye Gueye; 2 марта 1986, Дакар, Сенегал) — сенегальский футболист, нападающий клуба Первой лиги Китая «Шэньчжэнь Руби» и национальной сборной Сенегала.

## Карьера

### Клубная карьера
Гуйе начал карьеру в клубе «Женерасьон Фут», с 2002 года перешёл в «Мец». 27 января 2009 года сенегальский нападающий на правах аренды выступал за «Седан», в котором пробыл до июня 2009 года. 23 июля 2009 года подписал четырёхлетний контракт с немецким клубом «Алемания», сумма трансфера составила 500 тыс. евро. Во время летнего перерыва в чемпионате был отправлен в аренду на год во «Франкфурт». Гуйе дебютировал за новый клуб в матче открытия 15 июля 2011 года в игре против «берлинского Униона». Он не забил пенальти на последних секундах матча, а игра закончилась ничьей 1-1.
28 февраля 2012 года китайский клуб «Шэньчжэнь Руби» заявил о трансфере футболиста.

### Международная карьера
Провел 25 матчей за национальную сборную Сенегала, забил 7 мячей.

## Личная жизнь
Младший брат Бабакара, Ибрагим, также играл в футбольном клубе «Мец» на позиции полузащитника, а его двоюродный брат — Момар Н’Диае в настоящее время играет за «Мец».

## Достижения

### Индивидуальные
«Шэньчжэнь Руби»
- Лучший бомбардир первой лиги Китая : 2012